# Lakeville Swamp Nature Sanctuary
Lakeville Swamp Nature Sanctuary est une réserve naturelle de 31 ha située dans le nord-est du comté d'Oakland, dans le Michigan. Elle est gérée par la Michigan Nature Association (en).

## Histoire
Le Lakeville Swamp Nature Sanctuary était le cinquième projet de la Michigan Nature Association. L'acquisition de cette propriété a commencé en 1961.

## Biodiversité
Abritant plus de 400 espèces de plantes indigènes, le marais de Lakeville est la région la plus diversifiée du comté d'Oakland sur le plan biologique. Il préserve également plusieurs types d'habitats distincts, dont un marécage dense de cèdres blancs. Plusieurs espèces de fleurs sauvages poussent dans le marais de Lakeville, tels que des soucis des marais, des Linnaea et Clintonia. 

## Accès
Le sanctuaire est facile à trouver, mais difficile à traverser. Les crotales, le Sumac empoisonné et la boue instable empêchent la plupart des gens d'y entrer. Il est d'ailleurs possible de se perdre sans boussole.